# جورج سورينسن
جورج سورينسن هو لاعب هوكي الجليد دنماركي، ولد في 15 مايو 1995 في هرنينغ في الدنمارك.

## وصلات خارجية
- جورج سورينسن على موقع EliteProspects.com (الإنجليزية)
- جورج سورينسن على موقع Eurohockey.com (الإنجليزية)
- جورج سورينسن على موقع HockeyDB.com (الإنجليزية)